# Britânia Superior
Britânia Superior era uma província do Império Romano na Britânia criada entre 211 e 220 pelo imperador Caracala, uma divisão da Britânia em duas partes, a Britânia Superior, no sul da ilha com capital em Londínio (Londres), e a Britânia Inferior, que estava mais ao norte com capital em Eboraco (Iorque). 

## Criação da província
Herodiano data a divisão em 197 logo depois da vitória de Sétimo Severo contra Clódio Albino, o governador da antiga província da Britânia durante a guerra civil, na disputa pelo trono, embora a primeira evidência em inscrições só apareceram depois da morte de Severo em 211. Assim, é provável que a divisão do controle militar na Britânia tenha sido formalizada apenas por Caracala entre 211 e 220.
Evidências epigráficas ajudaram a lançar alguma luz sobre a extensão da província e está claro que seu território abrangia a maior parte do que é hoje o sul da Inglaterra, Gales e Ânglia Oriental. Porém, a fronteira oficial entre a Britânia Superior e a Inferior ainda é incerta. A maior parte do que temos de informação sobre a região na época data dos séculos II e III, principalmente inscrições em potes, paredes e cartas escritas por cidadãos e soldados.
Aproximadamente um século depois, entre 293 e 312, a província foi dividida entre a Britânia Prima, com capital em Corínio (Cirencester) ou Glevo Nervense (Gloucester), na porção oeste, e Máxima Cesariense, com capital em Londínio, no leste, durante a reforma administrativa de Diocleciano (r. 284–305) e Constantino (r. 305–337).

## Londínio
Durante a guerra civil entre Severo e Albino, este último ordenou a construção de uma muralha defensiva com aproximadamente 7 metros dde altura à volta da cidade.

### Governadores
Os governadores da Britânia Superior eram geralmente consulares (consularis) e os nomes conhecidos são:
- Tibério Júlio Polieno Auspex, 223-226
- Caio Júnio Fastino Postumiano, em algum momento entre 227-235
- Rufino (não se conhece o nome completo), ?.  Pode ter sido mais de uma pessoa.
- Marco Martiniano Pulquer, ?. Acredita-se que tenha levado a cabo diversas reformas na cidade.
- Tito Desticio Juba, década de 250

Porém, não se conhece a lista completa e quase nada mais se sabe sobre estas pessoas.